# ميلفين هايز
ميلفين هايز (بالإنجليزية: Melvyn Hayes)‏ هو ممثل بريطاني، ولد في 11 يناير 1935 بلندن في المملكة المتحدة.

## وصلات خارجية
- ميلفين هايز على موقع IMDb (الإنجليزية)
- ميلفين هايز على موقع ألو سيني (الفرنسية)
- ميلفين هايز على موقع ميوزك برينز (الإنجليزية)
- ميلفين هايز على موقع أول موفي (الإنجليزية)
- ميلفين هايز على موقع قاعدة بيانات الأفلام السويدية (السويدية)
- ميلفين هايز على موقع ديسكوغز (الإنجليزية)
- ميلفين هايز على موقع قاعدة بيانات الفيلم (الإنجليزية)
- ميلفين هايز على موقع كينوبويسك (الروسية)